# Glomera terrestris
Glomera terrestris är en orkidéart som beskrevs av Johannes Jacobus Smith. Glomera terrestris ingår i släktet Glomera och familjen orkidéer. Inga underarter finns listade i Catalogue of Life.